# Habenaria celebica
Habenaria celebica är en orkidéart som beskrevs av Friedrich Fritz Wilhelm Ludwig Kraenzlin. Habenaria celebica ingår i släktet Habenaria och familjen orkidéer. Inga underarter finns listade i Catalogue of Life.